# PZL Bielsko SZD-40
Die PZL Bielsko SZD-40 Halny (Föhn) ist  ein polnisches Segelflugzeug.

## Entwicklung
Die SZD-40 wurde im Versuchsbetrieb für Segelflugzeuge (Szybowcowy Zakład Doświadczalny, SZD) in Bielsko als Forschungsflugzeug für die Gegebenheiten bei Strecken- und Leistungsflügen entworfen. Die tragende Struktur der Tragfläche wurde vom SZD-31 Zefir 4 übernommen, Pfeilung, Umriss, Profil, Klappen und Querruder des Flügels mit um 1 m vergrößerter Spannweite wie auch den kompletten Rumpf entwickelte Władysław Okarmus. Das Flugzeug wurde am 23. Dezember 1972 von Zdzisław Bylok erstmals geflogen und erhielt das Kennzeichen SP–2645. Es blieb ein Einzelstück und wird noch in heutiger Zeit eingesetzt.

## Aufbau
Die SZD-40X ist als freitragender Schulterdecker ausgeführt. Der vordere Rumpf besteht aus Glasfaserverstärktem Kunststoff (GFK), der Mittelteil aus einem Stahlrohrgerüst und der hinter dem Flügel schmaler auslaufende Teil samt der Seitenflosse aus Metall. Die negativ gepfeilten Flächen sind vollständig aus Holz gefertigt.  Das freitragende T-Leitwerk mit Höhen- und Seitenruder sowie die Querruder und Flügelenden bestehen aus GFK mit Balsakernen. Das Einradfahrwerk ist einziehbar gestaltet, am Heck ist ein Sporn angebracht.

## Technische Daten

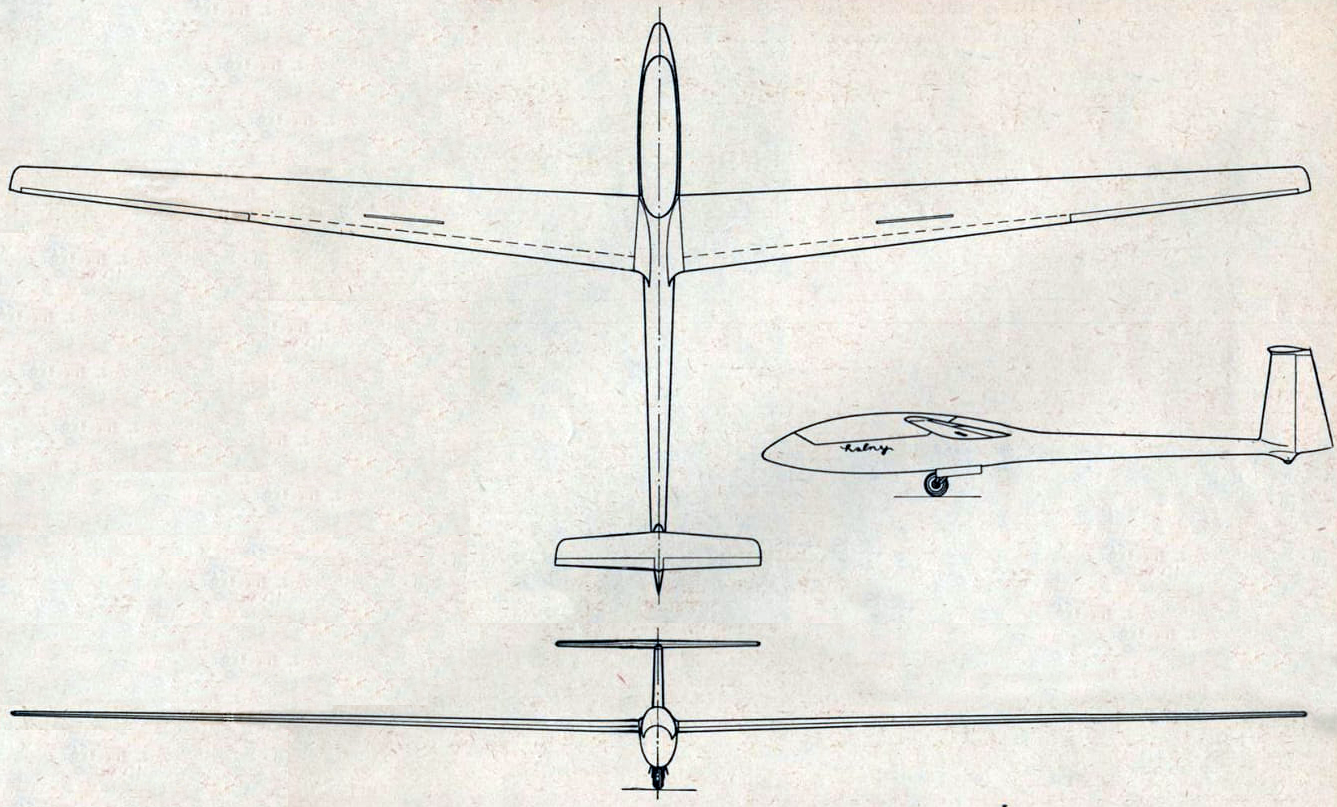
Dreiseitenansicht

| Kenngröße              | Daten                       |
| ---------------------- | --------------------------- |
| Besatzung              | 2                           |
| Spannweite             | 20,00 m                     |
| Länge                  | 8,75 m                      |
| Höhe                   | 1,74 m                      |
| Breite (Rumpf)         | 0,60 m                      |
| Flügelfläche           | 16,11 m²                    |
| Flügelstreckung        | 24,70                       |
| V-Stellung             | 1,5°                        |
| Flächenbelastung       | 37,9 kg/m²                  |
| Rüstmasse              | 410 kg                      |
| Zuladung               | 200 kg                      |
| Startmasse             | 610 kg                      |
| Höchstgeschwindigkeit  | 240 km/h                    |
| Mindestgeschwindigkeit | 69,5 km/h                   |
| Gleitzahl              | 43 bei 100 km/h             |
| geringstes Sinken      | 0,57 m/s bei 80 km/h        |
| Lastvielfaches         | +5,0/−2,5                   |
| Profil                 | NACA 66.215.416 modifiziert |